# Сакамото Рёма
Сакамо́то Рё́ма (яп. 坂本 龍馬 сакамото рё:ма, 3 января 1836 — 10 декабря 1867) — японский политический и общественный деятель периода Эдо, важная фигура движения против сёгуната Токугава. Один из национальных героев Японии. Настоящее имя — Сакамо́то Наона́ри (яп. 坂本直柔). Псевдоним — Сайда́ни Умэтаро́ (яп. 才谷梅太郎). Почитается как синтоистское божество в токийском святилище Ясукуни.

## Биография
Сакамото Рёма родился 3 января 1836 года в призамковом посёлке Коти княжества Тоса провинции Тоса. Он был вторым сыном Сакамото Хатибэя. Его род происходил из зажиточных купцов, которые во время главенствования Сайдани Кэнсукэ, прадеда Рёмы, приобрели себе статус земельных самураев низшей категории госи и фамилию Сакамото. Ежегодный доход рода был высоким и составлял 197 коку в год.
В детстве Рёма учился плохо и считался тугодумом. Несмотря на это, парень отшлифовал свой характер благодаря фехтованию в призамковой школе под руководством Хинэно Бэндзи. В 1853 году он продолжил обучение в Эдо, где освоил фехтовальный стиль «Меч полярной звезды» (яп. 北辰一刀流) у учителя Тибы Садакити. Через год Рёма вернулся на родину, но в 1856 году вторично отправился в путешествие с целью усовершенствовать искусство меча. Он снискал себе славу фехтовальщика, получил диплом мастера вышеупомянутого стиля и 1858 году вернулся домой.
В сентябре 1861 года Рёма вступил в политическую организацию «Тосская партия поддержки монархии» (яп. 土佐勤王党), которая стояла на позициях движения «Сонно Дзёи». Через два месяца, под предлогом тренировки по фехтованию, он оставил родину и в начале 1862 года прибыл в город Хаги в княжестве Тёсю, где встретился с Кусакой Гэндзуем. Под влиянием последнего Рёма без разрешения удельной администрации навсегда покинул родное княжество Тоса. Фехтовальщик отправился в Эдо через Осаку и Киото.
Рёма особенно увлекался сочинением «Торговля и мореплавание» (яп. 通商航海論) Каваты Сёрю. Прибыв в Эдо, он встретился с Кацу Кайсю, членом правительства сёгуната, руководившим реформами японского флота. Поражённый его знаниями, Рёма стал его учеником. Он оставил ксенофобские идеи и начал интенсивно изучать мореходство. Благодаря настойчивости и упорству Рёма стал помощником Кацу. В 1863 году, с разрешения сёгуната, он принял участие в основании тренировочного центра военно-морских сил в Кобе и стал его главой. Однако из-за внезапной отставки Кацу, Рёму уволили, а центр расформировали. Во время пребывания в Эдо он познакомился с Мацудайрой Ёсинагой, Ёкои Сёнаном, Юри Мимасой, Окубо Тадахиро и Сайго Такамори.

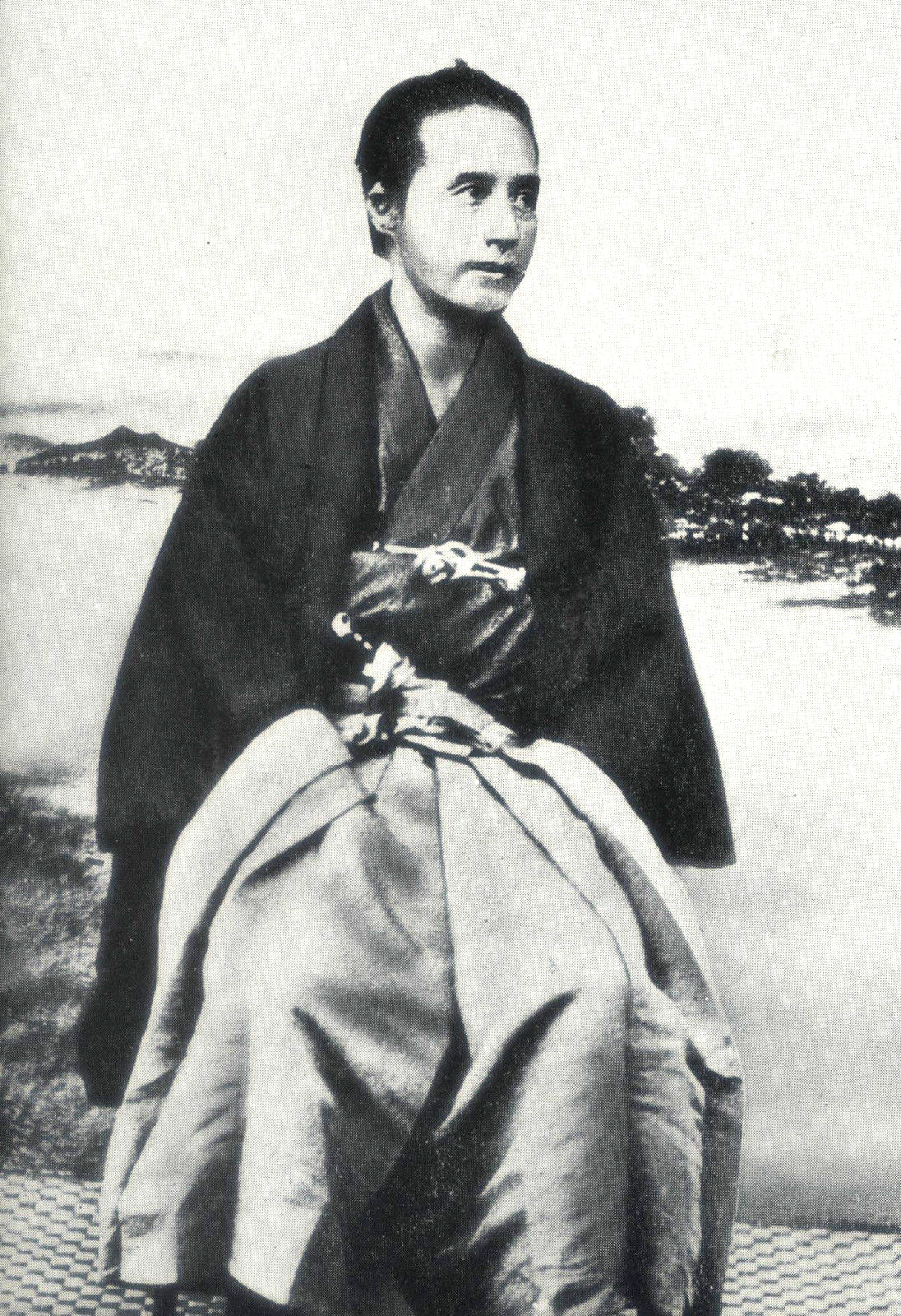
Кацу Кайсю

После роспуска центра Рёма получил протекцию княжества Сацума и в 1865 году вместе с единомышленниками основал в Нагасаки предприятие «Камэяма» для торговли с заграницей. Под прикрытием этого предприятия, 7 марта 1866 года в Киото он смог заключить тайный союз между княжествами Сацума и Тёсю, которые планировали свергнуть сёгунат. Во время заключения союза, совместно с товарищем Накаокой Синтаро, Рёма играл роль посредника между обоими княжествами. Через 23 дня его выследили чиновники сёгуната и киотская полиция, которые попытались арестовать его в гостинице «Тэрада-я». Однако Рёме помогла спастись работавшая в гостинице служанка, Нарасаки Рё, которая услышала приближение вооружённых людей и предупредила Рёму и его телохранителя, и те смогли отбиться и бежать. После этого инцидента Рёма женился на этой девушке; союз же, который был заключён при его посредничестве, стал роковым для сёгуната.

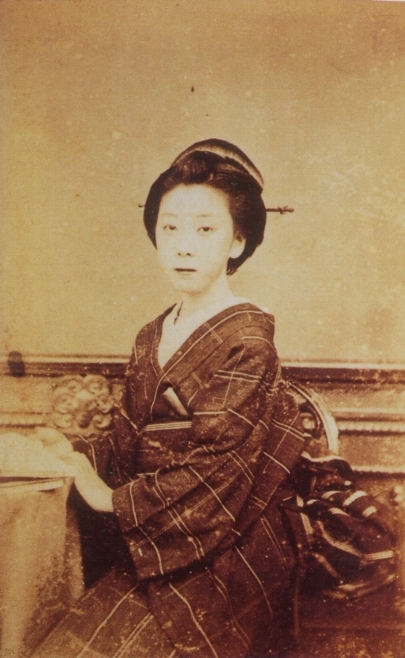
Рё, жена Сакамото Рёмы

В 1867 году в Нагасаки Рёма встретился с Гото Сёдзиро, официальным представителем княжества Тоса и своим бывшим преследователем. Последний находился в Нагасаки для контроля за торговлей княжества. В княжестве Тоса чувствовали бесперспективность идеи разделения власти между самурайством и аристократией и постепенно переходили на антиправительственные позиции. Поэтому власти княжества простили Рёме и его товарищу Накаоке Синтаро самовольную отлучку в 1862 году и назначили их на должности глав вспомогательных морских и сухопутных сил княжества.
В июле 1867 года, в сопровождении Гото, Рёма отправился лодкой в Киото. Своё видение будущего устройства Японии он изложил в «Восьми корабельных пунктах», которые сочинил во время путешествия. В них он призывал к отмене сёгуната через возвращение властных полномочий Императору, построению унитарного государства, внедрению парламентской системы правления, установлению равноправных отношений с иностранными государствами. В ноябре того же года, под влиянием этих пунктов, правитель княжества Тоса Ямаути Тоёсигэ предложил 15-му сёгуну Токугаве Ёсинобу отречься и вернуть власть Императору в обмен на создание всеяпонского правительства нового образца. Сёгун согласился, объявил о своем намерении подчинённым и 9 ноября вернул монарху свою должность, титулы и властные полномочия.
В конце жизни Рёма выполнял функции посланника княжества Тоса в Нагасаки и Фукуи, где обсуждал с японскими политиками и интеллектуалами форму организации будущего правительства. Однако 10 декабря 1867 года, когда он инкогнито находился на постоялом дворе Омия в Киото, его разоблачил патруль сёгуната. В неравном бою с ними 31-летний Рёма погиб. Его похоронили в святилище Гококу в Киото.
Несмотря на сдержанные оценки деятельности Сакамото Рёмы современниками и историками, его образ был идеализирован в японской прессе, литературе и искусстве. Благодаря этому его имя стало широко известным в Японии, а на родине Рёмы построили музей в его честь. Также его именем назван аэропорт Коти Рёма.